# James Rendel Harris

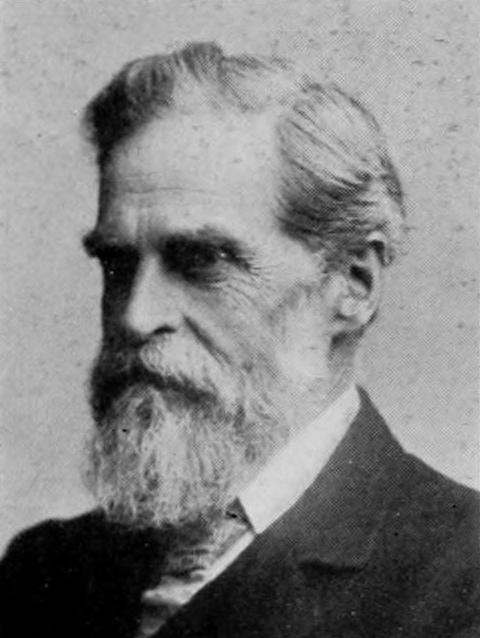
J. Rendel Harris

James Rendel Harris, auch J. Rendel Harris oder nur Rendel Harris, (* 27. Januar 1852 in Plymouth, Devon; † 1. März 1941 in Birmingham) war ein britischer Bibelwissenschaftler und Kurator der Handschriften der John Rylands Library, Manchester, der sich besonders der Erforschung der syrischen Handschriften widmete. Seine Verbindungen zum Katharinenkloster auf dem Berg Sinai ermöglichten Agnes Smith Lewis und ihrer Schwester Margaret Dunlop Gibson die Entdeckung der Altsyrischen NT-Übersetzung. Er war Quäker.

## Leben
Er besuchte das Clare College in Cambridge und war dort Fellow für Mathematik von 1875 bis 1878, 1892, und von 1902 bis 1904. Harris verbrachte viel Zeit im Nahen Osten. 1882–85 war er zugleich Professor für Neues Testament und Altgriechisch an der Johns Hopkins University, Baltimore, USA und am Haverford College (1882–92). 1889–90 erwarb er 47 hebräische, lateinische, arabische, syrische, armenische und altäthiopische Handschriften über biblische und grammatische Themen, datierend ab dem 13. Jahrhundert. Er lehrte Theologie in Leiden von 1903 bis 1904 und war danach Studiendirektor der Society of Friends am Woodbrooke College bei Birmingham. Seit 1927 war er Mitglied (Fellow) der British Academy.

## Schriften
- New Testament autographs (1882)
- Notes on Scriveners' "Plain introduction to the criticism of the New Testament," 3rd edition [microform] (1885)
- The Origin of the Leicester Codex of the New Testament. C. J. Clay & Sons, London 1877 (englisch, archive.org).
- Biblical fragments from Mount Sinai (1890)
- The codex Sangallensis (Δ). A Study in the Text of the Old Latin Gospels, (London, 1891).
- Codex Bezae : a study of the so-called Western text of the New Testament (1893)
- Memoranda sacra (1893)
- Stichometry (London 1893).
- Four lectures on the western text of the New Testament (1894)
- The four Gospels in Syriac : transcribed from the Sinaitic Palimpsest (1894)
- Fragments of the commentary of Ephrem Syrus upon the Diatessaron (1895)
- Further researches into the history of the Ferrar-group (1900)
- An early Christian psalter (1909)
- Boanerges (1913)
- The origin of the prologue to St. John's Gospel (1917)
- The origin of the doctrine of the Trinity, a popular exposition (1919)